# 瑪麗亞·波奇卡列娃
瑪麗亞·列昂季耶芙娜·波奇卡列娃（俄語：Мария Леонтьевна Бочкарёва；1889年7月—1920年5月16日）是一戰後期，建立了第一支由俄國婦女組成的俄國女子軍團並擔任了該軍團指揮官的俄國女軍人，上尉軍銜，她是俄國歷史上第一位帶領女兵們在戰場作戰的女軍官，被當時的國際女權主義活動家稱爲“俄國的聖女貞德。”

## 早年生活
1889年7月，瑪麗亞·波奇卡列娃出生在尼科利斯科耶的一個貧窮的農民家庭，她的父親是俄國軍隊的一名中士，曾經參加過俄土戰爭。後來搬到了西伯利亞的托木斯克。她的早年生活非常不幸，她的生父經常虐待她，以至於瑪麗亞在不到16歲那年就早早嫁給了一個名叫阿法納西·波奇卡列夫的男人。然而，婚後的瑪麗亞·波奇卡列娃也常常遭到丈夫的虐待，迫使她再次離家出走。離家后，找到了一份僕人的工作，然而雇主卻强迫她在他開的妓院賣淫。她又被迫離開雇主，來到斯列坚斯克，在那裏結識了一個名叫雅科夫·布克的猶太男人，兩個人開了一家屠宰肉店。1912年5月，雅科夫·布克因爲盜竊被流放到雅庫茨克，瑪麗亞·波奇卡列娃徒步和他一起去了流放地，去了流放地之後，兩個人又開了一家屠宰肉店。1913年雅科夫·布克因爲再次偷盜而被流放到更偏遠的阿姆加，波奇卡列娃再次跟著他去了那裏。然而從那時開始，雅科夫·布克開始了酗酒和實施家暴，有一次雅科夫·布克甚至試圖勒死她。她後來在回憶錄中敘述到：此時的她感到非常迷茫，不知道何去何從。然而此時她的耳邊似乎響起了一個聲音：“去當兵拯救你的國家”

## 一戰期間從軍經歷

### 沙俄軍隊服役
1914年一戰爆發之後，11月波奇卡列娃離開了阿姆加，自己一個人回到了托木斯克的父母家。之後她申請加入俄國陸軍第25托木斯克預備營時遭到拒絕。軍官建議她申請參加紅十字會，然而，她卻堅持要求上前綫，於是軍官給尼古拉二世寫了電報，請求沙皇特殊允准。當得到批准之後，波奇卡列娃接受了三個月的訓練，并被派往到波洛茨克前綫的第二陸軍第5軍團第28團，她爲自己特意起了一個男人的名字“亞什卡”。參戰之後她多次負傷，其中嚴重的一次負傷導致她癱瘓臥床四個月，但是在她頑强毅力的支撐下，她又重新站了起來。並在醫院做了一段時間的護理工作。之後，她被晉升為下士重返前綫。回到前綫後，她負責為一個70多人的連隊運送物資補給。作爲一個孤獨女性，在清一色男人的軍隊中，她時常遭到男軍人的嘲諷和性騷擾，但是她在戰場上的勇敢表現，尤其是從死亡地帶中找回了傷員和陣亡軍人尸體的勇敢行動獲得了嘉獎，讓男軍人們對她刮目相看。到了1917年的春天，波奇卡列娃從現役軍人退役。

### 共和國軍隊服役

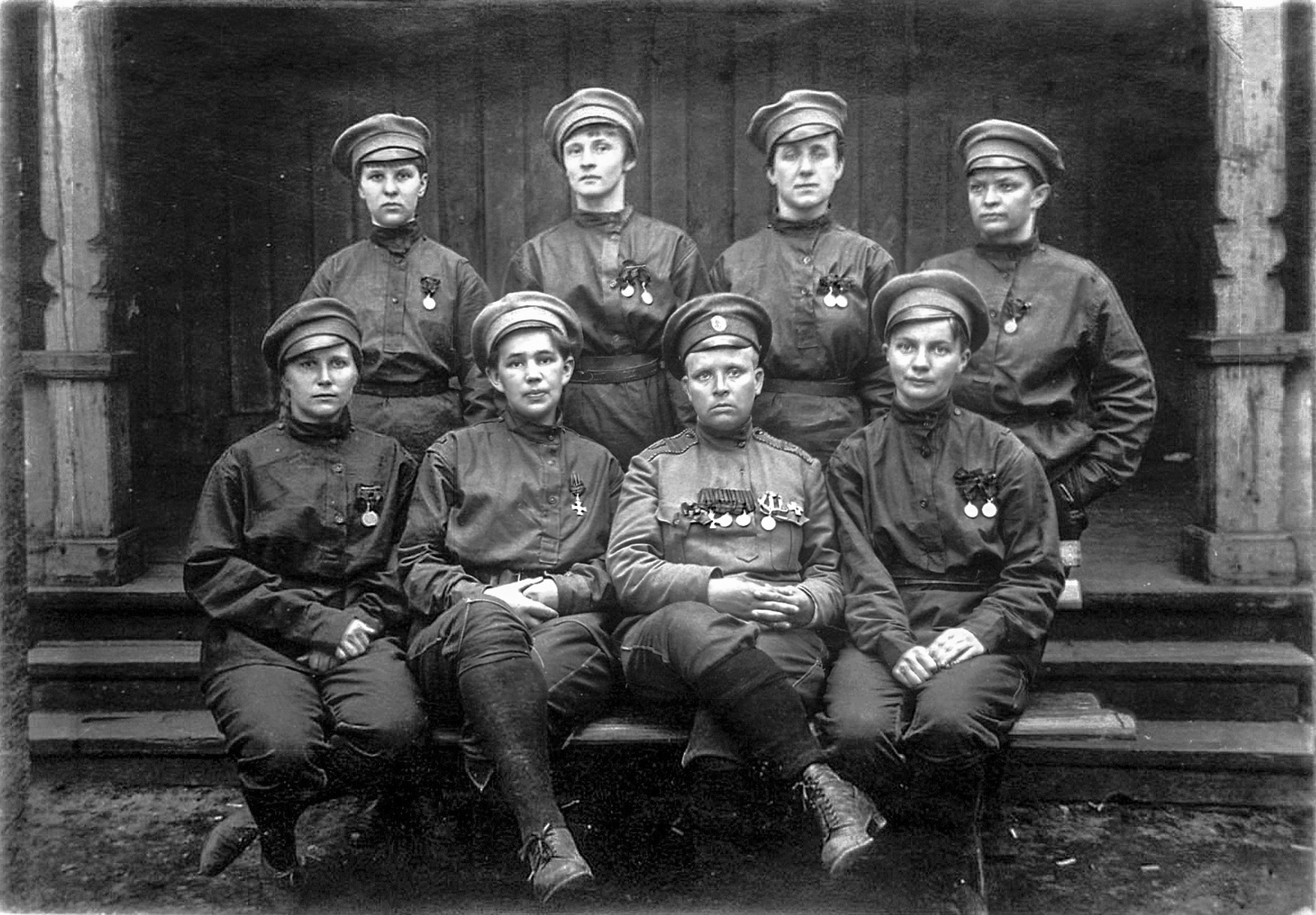
1917年波奇卡列娃（前排右二）與女子軍團聖喬治勛章獲得者

從前綫回來之後，此時沙皇已被“二月革命”推翻。三年以來的戰爭已有500多萬俄軍喪命沙場，俄軍士氣低落，很多士兵開小差，俄國政府對此束手無措。親身經歷了戰場體驗的波奇卡列娃向革命後的俄國臨時政府要人米哈伊尔·罗将柯提議，成立一支全部由婦女組成的作戰軍團。她認爲，組建這支女子軍團可以產生一個示範效應，它足以讓那些臨陣逃脫的士兵們爲此感到羞愧而重返前綫，藉以達到重振軍隊士氣的目的。她表示，如果一旦這項建議得到批准，她願意指揮這隻軍團。她的建議得到了陸軍總司令阿列克謝·布鲁西洛夫將軍的贊許，她也爲此面見了臨時政府總理兼戰爭部長的亞歷山大·克倫斯基，這項建議得到了臨時政府的批准。當時的俄國軍隊除了戰地醫護之外，從未招募女兵上陣，因此這隻由女子組成的作戰部隊對當時的俄國來説堪稱史無前例。
受命之後的波奇卡列娃著手組建了部隊。最初吸收了大約2000多名志願者，但嚴苛的紀律和訓練淘汰了大部分人，僅剩下300多人留下來，她們最後組成了“俄國婦女第一敢死營”和“彼得格勒婦女敢死營”的兩隻作戰部隊。二月革命之後，俄國軍隊中都成立了“士兵委員會”，波奇卡列娃提出的條件是，她的女子軍團絕不設立士兵委員會。她説：我需要的是行動而不是空話，士兵委員會只會發表長篇大論而渙散軍人的鬥志。
英國作家兼藝術家海倫·拉帕波特在其著作《深陷革命之中》（Caught in the Revolution）寫道：女子作戰部隊的成立，在彼得格勒的許多歐美國家記者眼裏成爲了1917年的一個大事件，它特別吸引了一些美國女記者，她們一直對此追蹤報道，有人甚至跟著部隊上了前綫。在俄國對此追蹤報道的美國女記者、美國女權運動活動家瑞塔·柴爾德·多爾在她的《俄國革命（1917）内幕》（Inside the Russian Revolution 1917 ）中寫道：一個能夠產生這樣女人的國家，不可能永遠垮掉。它需要時間從眼下的混亂中恢復，但它肯定會恢復過來。當它恢復過來的時候，它會多麽地為那些當男人跑回家時，而卻出門戰鬥的女人們感到榮耀。

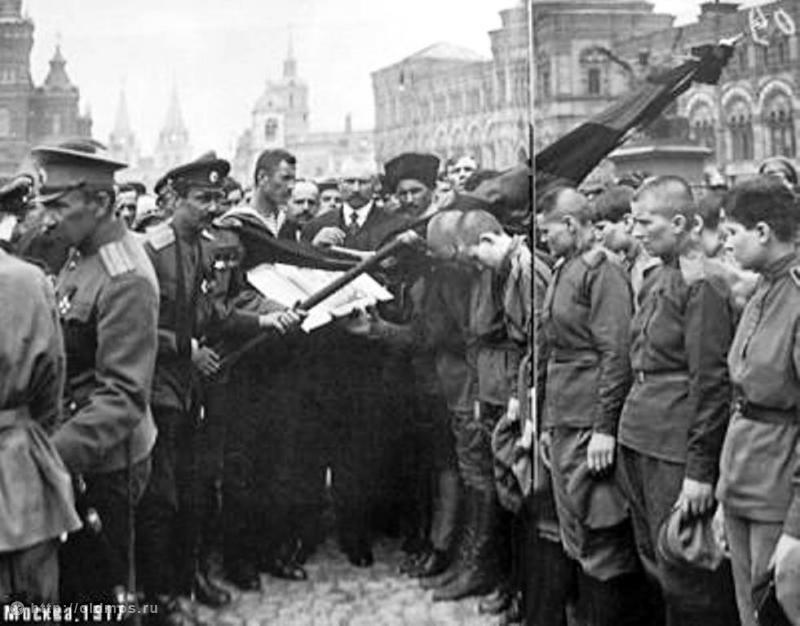
出征前接受祈福

經過倉促短暫的一個月訓練，該女子軍團被配屬到西伯利亞第一軍團。1917年6月25日，已晉升中尉的波奇卡列娃和女子軍團戰士們在“聖以撒主教座堂”前接受祈福，之後女子軍團在她的率領下開赴前綫。到了前綫之後，隨即參加了七月俄軍發動的“克倫斯基戰役”，在斯莫爾貢附近的戰鬥中，這隻女子軍團表現出色。這次戰鬥讓女子軍團付出了傷亡50人的代價，波奇卡列娃也在這場戰鬥中再次負傷，被送回到彼得格勒。跟隨女軍團到前綫采訪的美國女記者貝西·比蒂在波奇卡列娃住院期間看望了她。她在1918年發表的《俄國的紅色心臟》（The red heart of Russia）一書中寫道：波奇卡列娃對貝西·比蒂說，那些男人們根本不想打仗，她突然忍著傷痛從枕頭上擡起身來表示，我們女人會戰鬥下去。
傷愈之後的波奇卡列娃返回了前綫，此時女子軍團還有200多人在前綫堅持服役，但俄軍的厭戰情緒日益蔓延。受到布爾什維克煽動的反戰影響，俄軍士兵們走出戰壕，與德軍士兵們握手言歡，一起喝酒。當布爾什維克占領冬宮的消息傳來後，前綫一片歡騰。士兵們高喊：我們可以回家了，列寧萬歲！托洛茨基萬歲！然而波奇卡列娃則堅決維護軍紀，嚴禁敵我不分。因此這位“俄國的聖女貞德”成了男兵們的眼中釘，她手下的20個女兵甚至遭到男兵們的殘殺。在這種情況下，女子軍團不得不悄悄地解散，波奇卡列娃將女兵們一個個地分散到不同的車站和村莊，脫下軍裝換上平民服裝回到了自己的家鄉。

## 俄國内戰時期
波奇卡列娃從前綫回到了彼得格勒之後，曾受到了布爾什維克政權的短暫拘留。據説她在被拘留期間受到了列寧和托洛茨基的親自審問，她表示自己不過是一個普通農婦，對政治并不感興趣，雖然她無法接受眼下的“這群烏合之衆”，但是她並不反對建立一個平等的社會。之後，她被允許回到托木斯克與家人團聚。
1918年初波奇卡列娃回到了彼得格勒。此時，她過去的上級軍官委托她穿越紅軍控制的地區，與在高加索地區作戰的白軍科爾尼洛夫將軍取得聯係。她雖然厭倦這場自相殘殺的内戰，但是礙於過去上司的情面以及僅僅是傳達口信，還是接受了這個委派任務。當她完成了這個任務在返程途中，遭到了布爾什維克的逮捕，得知她與白軍的關係之後，布爾什維克打算處決她，但是經過與她曾一起在沙俄軍隊服役過的紅軍士兵的大力求情，布爾什維克釋放了她。

### 美國、英國之行
1918年初俄國退出了戰爭，但是東綫戰場的德軍繼續逼近俄國。面對著俄國的内憂外患，波奇卡列娃希望去海外尋求國際援助，4月她來到海參崴，從那裏乘船前往舊金山。到了美國之後，波奇卡列娃除了與女記者瑞塔·柴爾德·多爾保持聯係之外，謝絕了大多數媒體的采訪。瑞塔·柴爾德·多爾則在多家美國報刊上報道了她的事跡。波奇卡列娃承認，女人除了少數人之外，大多數并不適合打仗，她認爲，她過去的下屬背叛了她，她也報復了這些背叛者，這讓她很痛苦，但盡管如此，她還是希望能爲俄羅斯服務，並改善退伍女兵的惡劣生活狀況。1918年7月10日，美國總統伍德羅·威爾遜邀請波奇卡列娃到紐約州牡蠣灣的總統官邸見面，並一起共進了午餐。威爾遜總統在看到她那一刻，便“從她身上感受到了充滿了睿智與決心的非凡氣質”。會見時，波赫卡耶娃希望美國能夠對俄國内戰予以干涉，并談及了她的那些退伍女兵的生活窘況，據説後來威爾遜總統從他的諾貝爾和平獎的獎金當中，捐獻出1,000美金用來救濟“30名勇敢的婦女敢死營女兵”。
自從她的傳聞在當時成爲了歐美國家女性中的熱門話題之後，她決定爲自己寫一部回憶錄，於是瑞塔·柴爾德·多爾為她聯係上了一個來自俄國移民的“紐約論壇報”記者艾薩克·唐·列文為她做特別采訪，波奇卡列娃用了三个星期的時間向列文口述了自己的故事，列文將它記錄下來並翻譯成英語。1919年初，她的回憶錄《亞什卡：一個農民、流放者和士兵的人生》在紐約和倫敦出版。2016年，這本書由保羅·E·理查森（Paul E. Richardson）重新編輯出版，新書名為《瑪麗亞的戰爭：一个士兵的自傳》
美國行程結束之後，她前往英國，并在英國受到了喬治五世的接見。

### 遭到處決
1918年9月，波奇卡列娃回到了俄國，在距離彼得格勒不遠的阿爾漢格爾斯克，她試圖組建另外一隻婦女白軍部隊，但是沒有成功。1919年4月，她協助亞歷山大·高爾察克將軍成立了一個軍中婦女醫護隊。不久，高爾察克的部隊從該地區撤出，波奇卡列娃沒有跟隨高爾察克的部隊撤離而是回到了托木斯克，在那裏她打算照料年邁貧困的父母。當時的托木斯克已經被布爾什維克占領，她先是去了當地的布爾什維克政府，希望能與當地政府合作，但遭到了拒絕。不久之後，她便遭到逮捕，并被送到克拉斯諾亞爾斯克，在那裏被審訊了四個月。最終，她被作爲“工人階級的敵人”於1920年5月16日被肅反委員會處決，死時年僅30歲。

## 歷史評價和影響

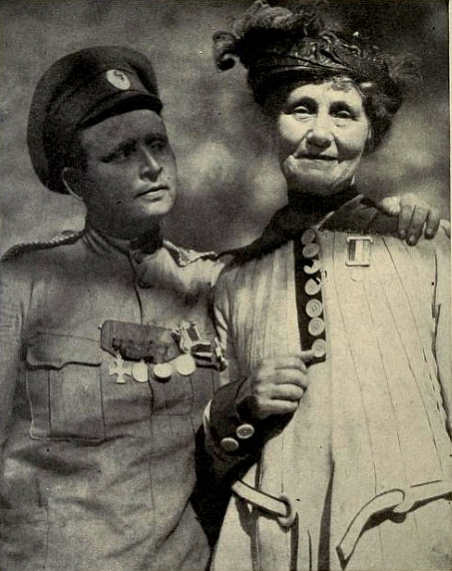
波奇卡列娃與英國著名女權運動領袖艾米琳·潘克斯特（1917年）

關於徵召女兵的數字，最初衆説紛紜，加拿大記者弗洛倫斯·麥克勞德·哈珀報道有20,000多俄國婦女徵召，美國女記者貝西·比蒂報道的是有5,000多人應召，但實際上應召的人不到3.000人，且經過訓練淘汰，只有300多人走上戰場，遠遠低於波奇卡列娃的預期。這300人的數字對當時的東綫戰場來説雖然無足輕重，然而它卻是一個具有歷史意義的里程碑。在此之前，歷史上雖然有女子從軍參戰的事例，但大都是單槍匹馬；而女性應召入伍，以成建制的營團走上戰場卻是史無前例。因此它一出現就引起了歐美各國女權運動者的極大關注，儘管女權運動者們並不認爲當兵從軍在未來也會成爲婦女的職業選擇，但在她們眼裏，這對當時正在開展的女權運動來説是一個極大的助推力。在女子軍團訓練期間，正在訪問彼得格勒的英國著名女權運動領袖艾米琳·潘克斯特特意參觀了女子軍團的訓練。美國女權運動活動家瑞塔·柴爾德·多爾認爲，既然俄國婦女能與男子一樣服兵役，這對鼓勵其他國家的婦女參與政治公共活動來説就意義非凡。
然而另外一方面，波奇卡列娃也遭到了抨擊。十月革命之後，美國女作家路易斯·布萊恩特采訪了一些退伍女軍人，她在《俄國的紅色六個月》（Six Red Months in Russia）一書中寫道：那些退伍女軍人的生活極爲艱難，她們感到自己被利用和欺騙了，她們指責波奇卡列娃是“資產階級臨時政府”的代言人。在反戰人士眼裏，波奇卡列娃是一個熱衷戰爭的人。她到訪美國時，美國的激進反戰人士稱她為“反革命分子”。但是她的回憶錄撰文者列文認爲，這樣的評價有欠公允。他認爲；農婦出身的波奇卡列娃完全是個政治素人，她從軍上戰場，不過是爲了改變生活現狀和為國家服役而已，她的動機要遠比那些政客們單純得多。
波奇卡列娃死後70年閒，她的名字被蘇聯官方從歷史上抹去，然而當初蘇聯政府沒有想到的是，波奇卡列娃所創立的女子兵役制卻在她死後的20年在蘇聯重新發揚光大。二戰期間，成千上萬的蘇聯女兵走上了戰場，其規模遠遠超過了一戰期間她所組建的女子軍團。2015年度諾貝爾文學獎得主斯維特拉娜·阿列克謝維奇的《戰爭沒有女人的臉》（The Unwomanly Face of War）（1985年出版）以及在當今世界各國軍隊中服役的女軍人，都讓人聯想到當年開創了歷史先河的這位俄國普通女性。蘇聯解體之後的1992年，俄羅斯通過了《恢復政治受害者名譽》的法律（On Rehabilitation of Victims of Political Repression），她的歷史地位和名譽終於得到了恢復。

## 影視作品
瑪麗亞·波奇卡列娃的傳奇故事由俄羅斯電影導演德米特里·梅斯希耶夫拍成了電影《婦女營》於2015年公開上演。
- YouTube視頻片段 （页面存档备份，存于）
- YouTube視頻片段 （页面存档备份，存于）

### 網站
- “Women with the Gun”: American Women Journalists and the Women’s Battalion of Death By Angela Shpolberg （页面存档备份，存于）
- Women's Mobilization for War (Russian Empire) （页面存档备份，存于）